# クラークの三法則
クラークの三法則（クラークのさんほうそく、Clarke's three laws）とは、イギリスのSF作家アーサー・C・クラークが提唱した3つの格言である。このうち第3法則が最もよく知られ、頻繁に引用される。これらは、クラークの未来に関する著作の主張を端的に表現したものである。

## 法則
「クラークの三法則」は以下の3つの法則である。
1. 高名だが高齢の科学者が「それは可能である」と言った場合、その主張はほぼ確実に正しい。彼が「それは不可能である」と言った場合、その主張はほぼ確実に間違っている。
When a distinguished but elderly scientist states that something is possible, he is almost certainly right. When he states that something is impossible, he is very probably wrong.
2. 物事の可能性の限界を測る唯一の方法は、その限界を少しだけ超えて不可能の領域に踏み込むことである。
The only way of discovering the limits of the possible is to venture a little way past them into the impossible.
3. 十分に高度な科学技術は、魔法と区別できない。
Any sufficiently advanced technology is indistinguishable from magic.

## 由来
これらの3つの主張は、クラークのエッセイ『未来のプロフィル』(Profiles of the Future)の中の"Hazards of Prophecy: The Failure of Imagination"に収録されている。ただし、3つの主張が同時に発表されたわけではない。
初版（1962年）では、第1法則のみが「クラークの法則」(Clarke's Law)として提案された。第2法則の主張は、初版では簡単な洞察がされているが明文化されてはおらず、「第2法則」とはされていなかった。フランス語版には、初版の当該箇所に編集者によって「クラークの第2法則」(Clarke's Second Law)と注釈が入れられた。1973年の改定版でクラークは、フランス語版において第2法則と呼ばれていることに触れ、その呼称を受け入れて、さらに第3法則を追加している。また加えて、「ニュートンが3つの法則で満足したように、私も謙虚にここで止めておくことにする」とも述べている。
第3法則は、3つの法則の中で最もよく知られ、単独で引用されることも多い。この主張は1968年に『サイエンス』誌で発表され、1973年の改定版で第3法則に含められたものである。

## 第3法則の他の作家による変種
第3法則は、他の作家による多数の変種が生み出されている。
- 十分に高度な地球外の知性は、神と区別できない。(Any sufficiently advanced extraterrestrial intelligence is indistinguishable from God)[9][10] - シャーマーの最終法則
- 十分に高度な善意の行為は、悪意の行為と区別できない (Any sufficiently advanced act of benevolence is indistinguishable from malevolence)[11] - 人工知能に関する言及
- 十分に高度な無能は、悪意と区別できない (Any sufficiently advanced incompetence is indistinguishable from malice)[9] - グレイの法則
- 十分に高度なゴミは、魔法と区別できない (Any sufficiently advanced garbage is indistinguishable from magic)[12] - スターリングによるクラークの法則の補足。これは、ストルガツキー兄弟の小説『ストーカー』の設定の基盤となっている。この小説では、宇宙人が訪れた場所を探索した人類が、そこに残された高度な技術の物品の意味を理解しようとする。
- 十分に高度なゴミは、不正操作されたデモと区別できない (Any sufficiently advanced garbage is indistinguishable from a rigged demo)[13]

## 補足
アイザック・アシモフは、クラークの第1法則について以下のような補足を加えている。
しかし、高名だが高齢の科学者たちが否定したアイデアに一般市民が結集し、熱烈な情熱と感情をもって支持する場合には、その高名だが高齢の科学者たちは、結局のところ、おそらく正しい。(When, however, the lay public rallies round an idea that is denounced by distinguished but elderly scientists and supports that idea with great fervour and emotion – the distinguished but elderly scientists are then, after all, probably right.)
第3法則の対偶は、「魔法と区別できる科学技術は、十分に高度ではない」である。